# Скотт, Джереми
Джереми Скотт (англ. Jeremy Scott) — американский модельер
 и дизайнер одежды. Являлся креативным директором модного дома Moschino и владельцем собственного лейбла — Jeremy Scott. После открытия собственной марки в Париже в 1997 году приобрел известность бунтаря от мира моды и одного из самых провокационных мировых дизайнеров.
Известен своими коллекциями одежды, обуви и аксессуаров для брендов Adidas и Moschino. Постоянно сотрудничает с крупнейшими деятелями культуры и шоу-бизнеса, среди которых особо известны его проекты с Карди Би, ASAP Rocky, Бьорк, Кэти Перри, Мадонной, Ники Минаж, Майли Сайрус, Леди Гагой и т. д. Фирменный почерк дизайнера — сочетание высокой моды с поп-артом и симбиозом с уличными культурами.

## Ранние годы
Джереми Скотт родился в 1975 году в Канзас-Сити, штат Миссури. Часть своего детства он провел на ферме. Уже в детстве Джереми «заболел» миром моды. Уже в 14 лет он начал изучать французский язык, а по ночам посещал курсы по японскому языку, так как понимал необходимость общения в различных культурных средах, для того, чтобы стать дизайнером. В старших классах школы он постоянно рисовал эскизы одежды в своих тетрадях, а также экспериментировал с собственным стилем, из-за чего терпел оскорбления и усмешки со стороны одноклассников. Он вдохновлялся высокой модой, в частности такими дизайнерами, как Жан-Поль Готье, Мартин Марджела и Франко Москино.
В 1992 году Скотт переезжает в Нью-Йорк, чтобы изучать дизайн одежды в Институте Пратта, одном из прославленных институтов дизайна. Во время учёбы Скотт прошёл стажировку в нью-йоркском офисе Aeffe, компании, которой принадлежит Moschino.

## Карьера
Вопреки историям большинства известных дизайнеров, модная индустрия не распахнула свои двери перед Джереми после окончания института в 1996 году. Он переезжает в Париж в поисках работы и на первых порах соглашается работать за еду и периодически ночует в метро или муниципальных ночлежках. Он устраивается промоутером в ночной клуб и занимается там организацией вечеринок. Не имея предложений о работе от модных домов, Джереми открывает собственный бренд.
В 1997 году, бренд Jeremy Scott дебютировал c собственной коллекцией в простом баре возле Бастилии. Его показ был основан на книге Дж. Дж. Балларда и фильме Дэвида Кроненберга, причем большая часть материала для коллекции была из переработанных больничных халатов. В последующем показе он использовал куски ткани с блошиного рынка Porte de Clignancourt, которые напоминали черные мешки для мусора.
Позже коллекция была выставлена во влиятельном парижском магазине Colette, который с тех пор стал регулярно сотрудничать с дизайнером.
Его третья коллекция, в основе которой был белый цвет, стала настоящим хитом. Она получает ряд наград и привлекает Марио Тестино, редактора французского Vogue, и стилиста Изабеллу Блоу, которая приняла Скотта в качестве протеже. Показ этой коллекции стал первым появлением на подиуме будущей супермодели Девон Аоки, которой в тот момент было всего 13 лет. (Двадцать лет спустя пара снова будет сотрудничать в кампании Скотта «Осень / Зима 2016».) Бьорк была одной из первых, кто одела платье из его новой коллекции для своего мирового турне. Скотт предоставил ей костюмы для нескольких туров.
В том же году Скотт устроил шоу о ностальгии и тоске по 1980-м (использовал соболя, наплечники, большие локоны), возможно, он стал первым дизайнером, который возродил моду на восьмидесятые. Нестандартные каблуки моделей для показа были разработаны Кристианом Лубутеном. Вопреки скупому освещению подобных показов, для Джереми Скотта Vogue сделал исключение. Сам Скотт считает «золотое шоу» самым сложным моментом в своей карьере.
Для создания весенне-летней коллекции 1998 года под названием «Duty Free Glamour» Скотт вдохновлялся образами стюардесс и расшитыми куртками цвета хаки. Оценив новую коллекцию, Карл Лагерфельд сказал, что Скотт был единственным человеком, работающим в моде, который мог бы возглавить модный дом Chanel после его ухода.
В 2001 году Скотт шокирует модное сообщество решением переехать из Парижа в Лос-Анджелес. Это было расценено как удивительный шаг, так как Лос-Анджелес тогда и близко не был столицей моды.

## Сотрудничество с Adidas
Джереми Скотт отчаянно пытался укрепить свое влияние на мировом модном рынке, особенно в Азии, где его заигрывание с провокациями во время показов заходили особенно хорошо. Но для следующего шага ему не хватало «веса». Гиганты индустрии все ещё считали его нишевым дизайнером без серьёзного коммерческого потенциала, который мог бы завоевать масс-маркет.
Первый шажок в масс-маркет Джеремми Скотт делает в 2006 году, когда подписывает договор о создании лимитированной коллекции для французского бренда сумок и аксессуаров Longchamp. Да и в этом случае, это была не полноценная коллекция, а подарки для гостей показа на неделе моды.
Знакомство Джеремми Скотта с Adidas состоялось ещё в 2002 году и ограничилось изготовлением лимитированной коллекции обуви модели Adidas Forum, в количестве 100 шт. На обуви был использован узнаваемый принт с одной из коллекций Скотта. В 2013 году Скотт вернется к этому опыту, создавая модель «Money Wings».
Тем не менее, его самое известное сотрудничество с Adidas произошло в 2008 году, когда Adidas Original запустила коллекцию обуви и одежды Скотта, в которую вошли модели JS Wings (крылатые высокие топы) и JS Bears (пушистые кроссовки с головами плюшевых мишек). С активной промо-кампанией от известных рэп-исполнителей, таких как Лил Уэйн, обувь Скотта приобрела ему массовую привлекательность. Эти кроссовки считаются «одними из самых привлекательных кроссовок, которые вы когда-либо видели», что делает их «бесспорным отпечатком на рынке обуви». На протяжении многих лет его культовые крылья украшали множество различных моделей одежды и обуви Adidas. Он также активно использовал их, как собственный «автограф» при работе с другими клиентами, включая автомобили и детские коляски.
Скотт снялся в рекламной кампании Adidas 2012 с Ники Минаж, Скай Феррейра и 2NE1. Танцоры Мадонны в перерыве шоу Суперкубка 2012 года носили спортивные костюмы Джереми Скотта для Adidas Original.
Не обходилось и без скандалов. Консервативные немецкие «боссы» отказались выпускать на рынок новую модель кроссовок в июне 2012, решив что JS Roundhouse Mids, не будет продаваться после того, как общественность в интернете осудила дизайн за их ярко-желтые наручники, которые, как считали некоторые многим напомнили «кандалы», намекая на рабство. Скотт отрицал, что обувь имела какое-либо отношение к рабству, заявив, что это отсылка к детской игрушке «Мой любимый монстр».
Для своей коллекции Осень/Зима 2012 года Скотт использовал ностальгию по 1990-м годам с отсылками к первым компьютерам и видеоиграм. Активно использовались такие образы, как печатный курсор в перчатке и скриншоты Mac 90-х годов.
Свой первый аромат для Adidas Джереми Скотт представил 1 февраля 2015 года в стеклянной копии своих крылатых кроссовок Adidas. В фильме «Отряд самоубийц» 2016 года персонаж Харли Куинн носит высокие каблуки из лимитированной коллекции Джереми Скотта и Adidas 2014 года.

## Креативный директор Moschino
В октябре 2013 года Скотт стал креативным директором Moschino. Он отклонил нескольких других предложений от известных модных домов, и выбрал итальянский лейбл, потому что у него был такой же бунтарский подход, как и у основателя дома — Франко Москино, который рассматривал моду как форму протеста и вдохновлял Джереми в юности.
Джереми Скотт тщательно готовил свою первую коллекцию для Moschino в 2014-м году. Он понимал, что его первым шагом должен был стать реверанс в сторону основателя дома. Он пересказал модные приколы Франко Москино (мусорные пакеты, остроумные лозунги, шляпы пчеловодов) глазами американца (сумки McDonald’s, платья из попкорна, бальные платья, шубы SpongeBob SquarePants). Все отсылки Джереми к образу McDonald’s стали причиной судебных тяжб модного дома и сети фаст-фуда. В том же году родился ещё один культовый образ — первый аромат Moschino был назван Moschino Toy. Бутылка буквально напоминала плюшевого мишку с распылительной насадкой под головой. Впоследствии этот мишка будет украшать различные элементы взрослых и детских коллекций Moschino.
Именно Скотту приписывают возрождение бренда Moschino, увеличение его продаж и превращение его в культурный феномен. Джереми Скотт привил любовь к бренду у молодёжной и субкультурной аудитории, расширив рамки интересов итальянского модного дома.

## Сотрудничество с другими брендами
В 2011 году Джереми Скотт сотрудничает со Swatch, создав для них три модели часов, в дизайне которых он ориентировался на «возвращение Swatch к его супер-веселым корням восьмидесятых» c использованием в дизайне поп-эстетики и фирменным крыльям Скотта..

## Сотрудничество со звездами
Важной частью работы Скотта было создание костюмов для выступлений и клипов таких знаменитостей шоу-бизнеса, как Бейонсе, Рианна, Леди Гага и Ники Минаж, Кэти Перри, Майли Сайрус. Для Джереми Скотта было важно сотрудничество с исполнителями, которые своим творчеством вносили значительный вклад в поп-культуру.
В январе 2015 года Скотт создал костюмы для шоу-выступления в перерыве Суперкубка для поп-звезды Кэти Перри. Она появилась на обложке Rolling Stone в бюстье из этой коллекции, рекламируя свое шоу. Кэти и Джереми начали сотрудничать ещё с 2005 года, когда певица ещё не была такой знаменитой.